# Raymond Souplex
Raymond Souplex (1 de junio de 1901 – 22 de noviembre de 1972) fue un actor teatral, cinematográfico y televisivo, también cantante, de nacionalidad francesa.

## Biografía
Su verdadero nombre era Raymond Guillermain, y nació en París, Francia. Hijo de un funcionario, y el menor de cuatro hermanos, intentó entrar en el Conservatoire national supérieur d'art dramatique en 1920, aunque fracasó. Cursó estudios de derecho en el Liceo Louis-le-Grand a la vez que trabajaba como recepcionista, y a lo largo de los años 1930 compuso canciones y escribió diferentes sketches. 
Se hizo cantante y actuó en cabarets y café-teatros parisinos, entre ellos el Caveau de la République, el Teatro du Coucou y el Teatro des Deux Ânes. Fue en ese período que conoció a Jane Sourza, con la cual formó pareja artística, aunque no sentimental, como se creyó durante largo tiempo. 
A partir de 1935 participó en emisiones radiofónicas de Radio Cité acompañado de Noël-Noël, Saint-Granier y Jane Sourza. Con esta última interpretó el papel de un vagabundo filósofo en la emisión humorística Sur le banc. De dicho programa derivó en 1955 la película del mismo título dirigida por Robert Vernay, en la cual Souplex hacía el papel principal del vagabundo.
Durante la Segunda Guerra Mundial, Raymond Souplex siguió trabajando para el Teatro de Dix-Heures, el Teatro des Deux Ânes, o para Radio París. En 1940, en Les Surprises de la radio, de Marcel Paul, se interpretó a sí mismo junto a grandes vedettes de la época. Participó también, junto a artistas como Fréhel y Lys Gauty, en una gira por plantas del Tercer Reich en las que trabajaban numerosos franceses del Servicio del Trabajo Obligatorio (STO), lo que le valió ser culpabilizado tras la Liberación. Tras la guerra retomó la emisión de Sur le banc en RTL desde 1949 a 1963.
Su carrera cinematográfica se inició en 1939 con el film Sur le plancher des vaches, de Pierre-Jean Ducis, con Noël-Noël, en un momento en el cual Raymond Souplex ya tenía una cierta popularidad. Finalizada la guerra siguió trabajando para la pantalla, y en 1948 Henri-Georges Clouzot le dio trabajo en su film Manon, trabajando junto  a Cécile Aubry, Serge Reggiani y Michel Bouquet.  
En 1957 Claude Loursais le eligió para ser el actor principal de la serie televisiva policiaca Les Cinq Dernières Minutes, en la que encarnó al inspector (comisario a partir de 1965) Antoine Bourrel. El papel fue inspirado por el rodaje del film Identité judiciaire, en el cual encarnaba al comisario Basquier, personaje totalmente comparable al comisario Bourrel. En la serie trabajó en 56 episodios entre 1958 y 1972, y fue secundado por Jean Daurand en el papel del inspector Dupuy. La pareja de actores trabajó con papeles similares en dos filmes: L'assassin viendra ce soir  y La Malédiction de Belphégor. En la serie, Raymond Souplex tuvo la oportunidad de trabajar con actores de la talla de Françoise Fabian, Ginette Leclerc, Serge Gainsbourg, Pierre Brasseur, Henri Virlogeux, Bernard Fresson, Henri Crémieux, Jacques Monod, Yves Rénier, Henri Tisot, Gérard Hernandez, Marcel Bozzuffi, François Perrot, Michel Bouquet, Danièle Évenou, Marthe Mercadier, Raymond Gérôme y Jean-Pierre Cassel, entre otros.
Raymond Souplex falleció en París, Francia, en 1972, a causa de un cáncer de pulmón. Tenía 71 años, y entonces estaba rodando el episodio número 56 de su serie, Un gros pépin dans le chasselas. Fue enterrado en el cementerio parisino de Gentilly]]. Había tenido una hija, la también actriz Perrette Souplex.

## Filmografía
- 1939 : Sur le plancher des vaches, de Pierre-Jean Ducis, con Noël-Noël y Pauline Carton
- 1940 : Les Surprises de la radio, de Marcel Aboulker, con Claude Dauphin, Jane Sourza, Pierre Dac y Jean Marsac – también guion -
- 1942 : Sirius symphonies, de Jean Devaivre
- 1945 : Dans le mouvement, de Louis Devaivre
- 1945 : La Pythonisse, de Jean Devaivre
- 1946 : Les Deux Camille, de Jean Devaivre
- 1946 : Symphonies, de Louis Devaivre
- 1946 : Jamais deux sans trois, de Boris Zatouroff
- 1946 : Je cherche un petit appartement, de Louis Devaivre
- 1946 : Je te serais fidèle, de Louis Devaivre
- 1946 : Quand allons-bous nous marier?, de Louis Devaivre
- 1946 : Rêver, de Louis Devaivre
- 1947 : Le Moulin de La Galette, de Jean Devaivre
- 1948 : Les Drames du bois de Boulogne, de Jacques Loew
- 1948 : Manon, de Henri-Georges Clouzot, con Cécile Aubry
- 1948 : Bonjour le monde, de Jean-Jacques Mehu
- 1948 : Les Dupont sont en vacances, de André Pellenc
- 1949 : Branquignol, de Robert Dhéry
- 1950 : Lady Paname, de Henri Jeanson, con Louis Jouvet y Suzy Delair
- 1950 : Trente-troisième chambre, de Henri Verneuil
- 1950 : Le Passe-Muraille, de Jean Boyer, con Bourvil
- 1950 : Meurtres, de Richard Pottier, con Fernandel y Jeanne Moreau
- 1950 : Le Clochard milliardaire, de Léopold Gomez, con Raymond Pellegrin, Jacqueline Gauthier y Henri Guisol
- 1950 : Caroline chérie, de Richard Pottier
- 1951 : Identité judiciaire, de Hervé Bromberger, con Jean Debucourt, Eliane Monceau y Robert Berri
- 1951 : Au fil des ondes, de Pierre Gautherin
- 1951 : Paris chante toujours, de Pierre Montazel
- 1951 : Le Vrai coupable, de Pierre Thevenard, con Philippe Lemaire, Jean Davy y Pauline Carton
- 1952 : Opération Magali, de Laslo V.Kish, con André Le Gall, Philippe Nicaud y Georges Flamant
- 1952 : Poil de carotte, de Paul Mesnier
- 1954 : Si Versailles m'était conté ..., de Sacha Guitry
- 1955 : Sur le Banc, de Robert Vernay, con Jane Sourza y Julien Carette
- 1955 : Nagana, de Hervé Bromberger, con Barbara Laage y Renato Baldini
- 1955 : Les Pépées au Service Secret, de Raoul André
- 1956 : Les carottes sont cuites, de Robert Vernay, con Jane Sourza y Lucien Baroux
- 1956 : Bébés à gogo, de Paul Mesnier, con Jane Sourza, Louis de Funès y Jean Carmet
- 1956 : Coup dur chez les mous, de Jean Loubignac, con Jane Sourza y Julien Carette
- 1956 : Les Aventures de Till l'espiègle, de Gérard Philipe y Joris Ivens
- 1957 : La Fille de feu, de Alfred Rode, con Claudine Dupuis, Erno Crisa y Dinan
- 1958 : Les Amants de demain, de Marcel Blistène
- 1959 : Chaque minute compte, de Robert Bibal, con Danik Patisson, Jean Lara y Georges Rollin
- 1960 : Le Mouton, de Pierre Chevalier
- 1960 : Alibi pour un Meurtre, de Robert Bibal, con Danik Patisson, Alan Scott y Yves Vincent
- 1962 : L'assassin viendra ce soir, de Jean Maley, con François Deguelt, Renée Cosima y Paulette Dubost
- 1964 : Le Dernier Tiercé, de Richard Pottier, con Odile Versois, Magali Noël y Darío Moreno
- 1966 : La Sentinelle endormie, de Jean Dréville
- 1966 : La Malédiction de Belphégor, de Georges Combret y Jean Maley
- 1970 : Clodo, de Georges Clair, con Bourvil, Colette Renard y Pauline Carton

## Teatro
- 1952 : La Tête des autres, de Marcel Aymé, escenografía de André Barsacq, Teatro del Atelier
- 1952 : Le Cocotier, de Jean Guitton, escenografía de Paule Rolle, Théâtre du Gymnase Marie-Bell
- 1952 : Feu Monsieur de Marcy, de Raymond Vincy y Max Régnier, escenografía de Georges Douking, Teatro de la Porte Saint-Martin
- 1953 : Ces messieurs de la Santé, de Paul Armont y Léopold Marchand, Théâtre de Paris
- 1954 : Le Capitaine Smith, de Jean Blanchon, escenografía de André Clavé, Teatro Montparnasse
- 1957 : L'École des cocottes, de Paul Armont y Marcel Gerbidon, escenografía de Jacques Charon, Teatro Hébertot
- 1960 : Crime parfait, de Frederick Knott, escenografía de Jean Meyer, Teatro del Palais-Royal
- 1961 : Le Mariage forcé y La escuela de los maridos, de Molière, escenografía de Jean Meyer, Teatro del Palais Royal
- 1962 : Bichon de Jean de Létraz, escenografía de Jean Meyer, Teatro Édouard VII
- 1962 : Piège pour un homme seul, de Robert Thomas, escenografía de Jacques Charon, Teatro del Ambigu-Comique
- 1963 : Bonsoir Madame Pinson, de Arthur Lovegrove, adaptación de André Gillois y Max Régnier, escenografía de Jean-Paul Cisife, Teatro de la Porte Saint-Martin
- 1965 : Le 3ème Témoin, de Dominique Nohain, escenografía del autor, Teatro del Ambigu-Comique
- 1966 : La Perruche et le Poulet, de Robert Thomas, Teatro del Vaudeville
- 1968 : La Perruche et le Poulet, de Robert Thomas, escenografía del autor, Teatro des Nouveautés
- 1969 : L'Ascenseur électrique, de Julien Vartet, escenografía de Roland Piétri, Teatro de la Renaissance
- ??? : Le Troisième Témoin, de Dominique Nohain, Teatro del Ambigu-Comique

## Televisión
- 1957 : En votre âme et conscience / L'affaire Gouffé, de Claude Barma
- 1963 : Un coup dans l'aile, de Claude Barma]
- 1965 : Le 3ème témoin, de Dominique Nohain, escenografía del autor, dirección de Georges Folgoas
- 1968 : Les Enquêtes du commissaire Maigret / Le chien jaune, de Claude Barma
- 1971  : Des yeux, par milliers, braqués sur nous, de Alain Boudet

### Au théâtre ce soir
- 1967 : Bon Appétit Monsieur, de Gilbert Laporte, escenografía de Fred Pasquali, dirección de Pierre Sabbagh, Teatro Marigny
- 1969 : Le Deuxième Coup de feu, de Robert Thomas, escenografía del autor, dirección de Pierre Sabbagh, Teatro Marigny
- 1969 : La Perruche et le Poulet, de Robert Thomas a partir de Jack Poppelwell, escenografía de Robert Thomas, dirección de Pierre Sabbagh, Teatro Marigny

### Les cinq dernières minutes
Entre 1958 y 1973 participó en el rodaje de 56 episodios de esta célebre serie policiaca encarnando al comisario Antoine Bourrel
- La clé de l'énigme, de Claude Loursais (01/01/58)
- D'une pierre deux coups, de Claude Loursais (09/03/58)
- Les cheveux en quatre, de Claude Loursais (07/04/58)
- Réactions en chaîne, de Claude Loursais (06/05/58)
- L'habit fait le moine, de Claude Loursais (06/06/58)
- Le théâtre du crime, de Claude Loursais (05/08/58)
- Le tableau de chasse, de Claude Loursais (07/10/58)
- Un sang d'encre, de Claude Loursais (09/12/58)
- Un grain de sable, de Claude Loursais (27/01/59)
- On a tué le mort, de Claude Loursais (10/03/59)
- Sans en avoir l'air, de Claude Loursais (14/08/59)
- Dans le pétrin, de Claude Loursais (18/09/59)
- Poisson d'eau douce, de Claude Loursais (03/11/59)
- Au fil de l'histoire, de Claude Loursais (01/03/60)
- Un poing final, de Claude Loursais (26/04/60)
- Dernier cri, de Claude Loursais y Jean-Marie Comeau (21/06/60)
- Le dessus des cartes, de Claude Loursais (06/09/60)
- Qui trop embrasse, de Claude Loursais (22/11/60)
- Sur la piste, de Claude Loursais (31/01/61)
- Cherchez la femme, de Claude Loursais (04/04/61)
- Épreuves à l'appui, de Claude Loursais (06/06/61)
- L'avoine et l'oseille, de Claude Loursais (26/09/61)
- L'épingle du jeu, de Claude Loursais (06/01/62)
- Le tzigane et la dactylo, de Pierre Nivelet (17/04/62)
- C'était écrit, de Claude Loursais (05/06/62)
- Mort d'un casseur, de Guy Lessertisseur (05/06/62)
- Un mort à la une, de Pierre Nivelet (27/11/62)
- L'eau qui dort, de Claude Loursais (12/03/63)
- Une affaire de famille, de Jean-Pierre Marchand (06/07/63)
- Fenêtre sur jardin, de Claude Loursais (18/02/64)
- 45 tours et puis s'en vont, de Bernard Hecht (23/04/64)
- Quand le vin est tiré, de Claude Loursais (11/07/64)
- Sans fleurs ni couronnes, de Claude Loursais (28/11/64)
- Napoléon est mort à SaintMandé, de Claude Loursais (24/04/65)
- Bonheur à tout prix, de Claude Loursais (03/07/65)
- Des fleurs pour l'inspecteur, de Claude Loursais (25/09/65)
- La chasse aux grenouilles, de Claude Loursais (27/11/65)
- Pigeon vole, de Claude Loursais (29/01/66)
- La rose de fer, de Jean-Pierre Marchand (04/06/66)
- Histoire pas naturelle, de Guy Lessertisseur (22/10/66)
- La mort masquée, de Guy Lessertisseur (14/01/67)
- Finir en beauté, de Claude Loursais (25/03/67)
- Un mort sur le carreau, de Roland-Bernard (16/09/67)
- Voies de fait, de Jean-Pierre Decourt (11/11/67)
- Les enfants du faubourg, de Claude Loursais (27/01/68)
- Tarif de nuit, de Guy Séligmann (06/04/68)
- Le commissaire est sur la piste, de Claude Loursais (23/03/69)
- Traitement de choc, de Claude Loursais (23/11/69)
- Une balle de trop, de Raymond Pontarlier (01/01/70)
- Les mailles du filet, de Claude Loursais (06/06/70)
- Les yeux de la tête, de Claude Loursais (01/11/71)
- Chassé croisé, de Claude Loursais (03/02/72)
- Meurtre par la bande, de Claude Loursais (04/05/72)
- Le diable l'emporte, de Claude Loursais (10/11/72)
- Meurtre par intérim, de Claude Loursais (07/02/73)
- Un gros pépin dans le chasselas, de Jean-Claude Bonnardot (07/11/73)

## Discografía
- Carmen, La Hurlette et cie, por Jane Sourza y Raymond Souplex, CD de 2006 editado por Marianne Mélodie.
- Chansons à boire, por Raymond Souplex, CD de 2006 editado por ULM.